# Équipe de France de hockey sur glace au Championnat du monde 2010
 (janvier 2025).
L'Équipe de France est classée au quinzième rang au classement mondial de hockey sur glace de la Fédération internationale de hockey sur glace avant d'entreprendre la saison 2010 des tournois internationaux.

## Contexte
Le championnat du monde 2010 est disputé entre le 7 mai 2010 et le 23 mai 2010 dans les villes de Cologne et de Mannheim en Allemagne. Il s'agit de la 74e édition du tournoi.

## Alignement

### Joueurs
| Numéro | Nom                       | Position  | Date de naissance | Équipe                        | PJ | B | A | Pts | Pun | Participation |
| ------ | ------------------------- | --------- | ----------------- | ----------------------------- | -- | - | - | --- | --- | ------------- |
| 3      | Bachet, Vincent           | Défenseur | 29 avril 1978     | Brûleurs de loups de Grenoble | 6  | 0 | 0 | 0   | 6   | 7e            |
| 7      | Treille, Yorick           | Attaquant | 15 juillet 1980   | HC Vítkovice                  | 6  | 2 | 0 | 2   | 2   | 8e            |
| 8      | Igier, Kévin              | Défenseur | 4 mars 1987       | Ducs d'Angers                 | 3  | 0 | 0 | 0   | 0   | 2e            |
| 11     | Meunier, Laurent          | Attaquant | 16 janvier 1979   | Timrå IK                      | 5  | 2 | 1 | 3   | 4   | 11e           |
| 13     | Tardif, Luc               | Attaquant | 30 novembre 1984  | Dragons de Rouen              | 6  | 1 | 2 | 3   | 14  | 5e            |
| 14     | Da Costa, Stéphane        | Attaquant | 11 juillet 1989   | Warriors de Merrimack College | 5  | 1 | 2 | 3   | 14  | 2e            |
| 16     | Quessandier, Benoît       | Défenseur | 2 décembre 1985   | Dauphins d'Épinal             | 6  | 0 | 0 | 0   | 2   | 4e            |
| 18     | Auvitu, Yohann            | Défenseur | 27 juillet 1989   | JYP Jyväskylä                 | 6  | 0 | 2 | 2   | 4   | 1re           |
| 19     | Lampérier, Loïc           | Attaquant | 7 août 1989       | Dragons de Rouen              | 3  | 0 | 0 | 0   | 0   | 1re           |
| 22     | Henderson, Brian          | Attaquant | 22 novembre 1986  | Gothiques d'Amiens            | 6  | 0 | 0 | 0   | 0   | 1re           |
| 26     | Lussier, Anthoine         | Attaquant | 8 février 1983    | Lausanne HC                   | 6  | 0 | 1 | 1   | 2   | 5e            |
| 27     | Amar, Baptiste            | Défenseur | 11 novembre 1979  | Rögle BK                      | 6  | 2 | 1 | 3   | 4   | 11e           |
| 28     | Gras, Laurent             | Attaquant | 15 mars 1976      | Chamois de Chamonix           | 6  | 2 | 0 | 2   | 2   | 12e           |
| 38     | Roussel, Thomas           | Défenseur | 22 novembre 1985  | Gothiques d'Amiens            | 6  | 0 | 0 | 0   | 2   | 2e            |
| 41     | Bellemare, Pierre-Édouard | Attaquant | 6 mars 1985       | Skellefteå AIK                | 6  | 1 | 2 | 3   | 4   | 6e            |
| 44     | Manavian, Antonin         | Défenseur | 26 avril 1987     | Brûleurs de loups de Grenoble | 3  | 0 | 0 | 0   | 2   | 2e            |
| 74     | Besch, Nicolas            | Défenseur | 25 octobre 1984   | Brûleurs de loups de Grenoble | 6  | 0 | 1 | 1   | 12  | 5e            |
| 77     | Treille, Sacha            | Attaquant | 6 novembre 1987   | Malmö Redhawks                | 6  | 1 | 1 | 2   | 4   | 4e            |
| 80     | Da Costa, Teddy,          | Attaquant | 17 février 1986   | KH Zagłębie Sosnowiec         | -  | - | - | -   | -   | 1re           |
| 81     | Pain, Erwan               | Attaquant | 14 février 1986   | Ducs de Dijon                 | 2  | 0 | 0 | 0   | 0   | 1re           |
| 82     | Raux, Damien              | Attaquant | 3 novembre 1984   | Diables rouges de Briançon    | 6  | 0 | 0 | 0   | 0   | 3e            |
| 84     | Hecquefeuille, Kévin      | Attaquant | 20 novembre 1984  | Kölner Haie                   | 6  | 0 | 1 | 1   | 6   | 6e            |

### Gardiens de but
| Numéro | Nom             | Date de naissance | Équipe                        | PJ | V | D | Min | BC | Moy  | Bl | A | Pts | Pun | Participation |
| ------ | --------------- | ----------------- | ----------------------------- | -- | - | - | --- | -- | ---- | -- | - | --- | --- | ------------- |
| 1      | Ferhi, Eddy     | 26 novembre 1979  | Brûleurs de loups de Grenoble | 2  | 0 | 2 | 108 | 7  | 3,89 | 0  | 0 | 0   | 0   | 5e            |
| 42     | Lhenry, Fabrice | 29 juin 1972      | Dragons de Rouen              | 5  | 2 | 2 | 251 | 15 | 3,59 | 0  | 0 | 0   | 0   | 14e           |
| 49     | Hardy, Florian  | 8 février 1985    | Ducs de Dijon                 | -  | - | - | -   | -  | -    | -  | - | -   | -   | 1re           |

### Entraîneurs
| Poste                | Nom             | Équipe           |
| -------------------- | --------------- | ---------------- |
| Entraîneur-chef      | Henderson, Dave | Équipe de France |
| Assistant entraîneur | Pousse, Pierre  | Équipe de France |

## Résultats
- Classement final au terme du tournoi[2] : 14e position